# Tim Boetsch
Timothy A. Boetsch (Lincolnville, 28 gennaio 1981) è un lottatore di arti marziali miste statunitense.
Combatte nella categoria dei pesi medi per l'organizzazione UFC.
In precedenza è stato campione dei pesi mediomassimi nella promozione 5150 Combat League.

## Carriera nelle arti marziali miste

### Inizi
A livello scolastico Boetsch conseguì diversi successi nella lotta libera ai tempi dell'high school, vincendo per ben quattro volte il campionato del Maine.
Successivamente proseguì a praticare la lotta nell'università di Lock Haven, in Pennsylvania.
Debuttò come professionista delle arti marziali miste nel 2006.
Dopo sei successi consecutivi conseguiti in promozioni minori nel 2007 Boetsch viene ingaggiato dalla International Fight League per sostituire un lottatore infortunato ed affrontare il futuro campione Vladimir Matyushenko: Boetsch venne sconfitto ai punti.

### Ultimate Fighting Championship
Tim Boetsch ha una prima esperienza in UFC nel 2008, dove si presenta nei pesi mediomassimi con un record personale di 6-1 ed esordisce con una vittoria su David Heath, ottenuta nel primo round grazie ad un body slam seguito da un ground and pound.
Successivamente viene messo KO dal campione NCAA Matt Hamill.
In settembre si rifà sconfiggendo Mike Patt nuovamente per KO, ma nel 2009 non riesce ad avere la meglio su Jason Brilz, che passa ai punti.
Con un record in UFC di 2-2, Boetsch viene cacciato dall'organizzazione e prosegue il successivo anno con altre federazioni, come la King of the Cage e la 5150 Combat League, dove vincerà il titolo di categoria.
Verrà richiamato per la seconda volta in UFC nell'agosto 2010 per affrontare Thiago Silva: quest'ultimo si infortuna e viene sostituito da Todd Brown, avversario contro il quale Boetsch vince ai punti.
Successivamente viene messo contro un top fighter come Phil Davis: Boetsch non può nulla contro l'atletismo dell'avversario e viene sottomesso con il Mr. Wonderful, ovvero un kimura con torsione del braccio dietro la schiena dell'avversario.
Boetsch a quel punto decide di provare a scendere nei pesi medi: la scelta sembra rivelarsi vincente e Boetsch inanella una serie di importanti vittorie contro l'ex campione del reality show The Ultimate Fighter Kendall Grove e contro il canadese Nick Ring, sul quale mette in mostra la sua ottima tecnica nel judo.
Boetsch tocca il vertice della sua carriera nelle arti marziali miste nel 2012, quando compie un grandissimo upset stendendo Yushin Okami, al tempo considerato unanimemente uno dei primi cinque pesi medi al mondo, dopo due round dominati dal giapponese nella lotta in piedi.
Nell'incontro successivo, programmato sempre per il 2012, avrebbe dovuto affrontare un altro top 5 quale è Michael Bisping, ma a causa di un infortunio di quest'ultimo gli venne assegnato come avversario l'esordiente Hector Lombard, campione Bellator che era imbattuto da 25 incontri consecutivi: Boetsch si riconfermò come un possibile contendente al titolo di categoria sconfiggendo Lombard con una risicata decisione dei giudici di gara sul punteggio, in quanto due dei giudici diedero la vittoria a Boetsch per 29-28 e uno a Lombard con lo stesso punteggio; l'incontro fu noioso ed equilibrato, e da statistiche Boetsch condusse per il numero di colpi mentre Lombard dominò nei takedown.
Nel dicembre dello stesso anno avrebbe dovuto affrontare l'altro top contender Chris Weidman per il definitivo posto di avversario del campione Anderson Silva, ma un mese prima dell'incontro Weidman s'infortunò e venne sostituito con il compagno di squadra Costa Philippou: qui la corsa di Boetsch verso un posto come contendente viene bruscamente arrestata, in quanto lo striker cipriota mette KO lo statunitense nella terza ripresa; Boetsch combatte un buon primo round, ma successivamente due colpi involontari di Philippou, esattamente una testata alla fronte ed un dito nell'occhio, limitano la performance di Boetsch che nei successivi due round non riesce più a reggere il passo dell'avversario.
Nel 2013 subisce la seconda sconfitta consecutiva contro il numero 8 dei ranking ufficiali UFC Mark Muñoz che fa valere una lotta superiore.
Lo stesso anno avrebbe dovuto affrontare un altro top 10 quale l'ex campione Strikeforce Luke Rockhold, ma quest'ultimo s'infortunò e venne sostituito da C.B. Dollaway: Boetsch tornò alla vittoria in un incontro comunque molto combattuto.
Nel 2014 arriva la sfida contro Luke Rockhold e Boetsch la perde malamente per sottomissione durante il primo round.
Lo stesso anno sconfigge Brad Tavares per KO tecnico ottenendo il premio Performance of the Night.
Boetsch non riesce ad infilare due vittorie consecutive e già nel gennaio del 2015 viene sottomesso dall'ex contendente al titolo Thales Leites, venendo comunque premiato con il riconoscimento Fight of the Night. Le cose andarono peggiorando quando a maggio affrontò la leggenda Dan Henderson, venendo facilmente sconfitto per KO a soli 28 secondi dall'inizio dell'incontro.
A gennaio del 2016 dovette affrontare Ed Herman in un match valido per la categoria dei pesi mediomassimi. Alla seconda ripresa, Boetsch venne colpito dalla posizione di clintch da una potente ginocchiata in pieno volto che lo mandò al tappeto, qui venne finalizzato dal suo avversario con una serie di pugni.
Il 13 luglio affrontò Josh Samman. Dopo un primo round un po' difficile, Boetsch riuscì nella seconda ripresa a portare al tappeto il suo avversario e da tale posizione concluse il match con il ground and pound.
A novembre si trovò a fronteggiare Rafael Natal, all'evento UFC 205. Alla prima ripresa, Boetsch colpì il brasiliano con un diretto destro in pieno mento, vincendo l'incontro per KO tecnico.

## Risultati nelle arti marziali miste
| Risultato | Record | Avversario           | Metodo                                       | Evento                                    | Data              | Round | Tempo | Città                        | Note                                                     |
| --------- | ------ | -------------------- | -------------------------------------------- | ----------------------------------------- | ----------------- | ----- | ----- | ---------------------------- | -------------------------------------------------------- |
| Vittoria  | 20-10  | Rafael Natal         | KO Tecnico (pugni)                           | UFC 205: Alvarez vs. McGregor             | 12 novembre 2016  | 1     | 3:22  | New York, Stati Uniti        |                                                          |
| Vittoria  | 19-10  | Josh Samman          | KO Tecnico (pugni)                           | UFC Fight Night: McDonald vs. Lineker     | 13 luglio 2016    | 2     | 3:49  | Sioux Falls, Stati Uniti     |                                                          |
| Sconfitta | 18-10  | Ed Herman            | KO Tecnico (ginocchiata e pugni)             | UFC Fight Night: Dillashaw vs. Cruz       | 17 gennaio 2016   | 2     | 1:39  | Boston, Stati Uniti          | Incontro di Pesi Mediomassimi                            |
| Sconfitta | 18-9   | Dan Henderson        | KO (pugni)                                   | UFC Fight Night: Boetsch vs. Henderson    | 6 giugno 2015     | 1     | 0:28  | New Orleans, Stati Uniti     |                                                          |
| Sconfitta | 18-8   | Thales Leites        | Sottomissione Tecnica (triangolo di braccio) | UFC 183: Silva vs. Diaz                   | 31 gennaio 2015   | 2     | 3:45  | Las Vegas, Stati Uniti       |                                                          |
| Vittoria  | 18-7   | Brad Tavares         | KO Tecnico (pugni)                           | UFC Fight Night: Bader vs. Saint Preux    | 16 agosto 2014    | 2     | 3:18  | Bangor, Stati Uniti          |                                                          |
| Sconfitta | 17-7   | Luke Rockhold        | Sottomissione (kimura triangolare invertita) | UFC 172: Jones vs. Teixeira               | 26 aprile 2014    | 1     | 2:08  | Baltimora, Stati Uniti       |                                                          |
| Vittoria  | 17-6   | C.B. Dollaway        | Decisione (non unanime)                      | UFC 166: Velasquez vs. dos Santos 3       | 19 ottobre 2013   | 3     | 5:00  | Houston, Stati Uniti         |                                                          |
| Sconfitta | 16-6   | Mark Muñoz           | Decisione (unanime)                          | UFC 162: Silva vs. Weidman                | 6 luglio 2013     | 3     | 5:00  | Las Vegas, Stati Uniti       |                                                          |
| Sconfitta | 16-5   | Costa Philippou      | KO Tecnico (pugni)                           | UFC 155: Dos Santos vs. Velasquez II      | 29 dicembre 2012  | 3     | 2:11  | Las Vegas, Stati Uniti       |                                                          |
| Vittoria  | 16-4   | Hector Lombard       | Decisione (non unanime)                      | UFC 149: Faber vs. Barão                  | 21 luglio 2012    | 3     | 5:00  | Calgary, Canada              |                                                          |
| Vittoria  | 15–4   | Yushin Okami         | KO Tecnico (pugni)                           | UFC 144: Edgar vs. Henderson              | 26 febbraio 2012  | 3     | 0:54  | Saitama, Giappone            |                                                          |
| Vittoria  | 14–4   | Nick Ring            | Decisione (unanime)                          | UFC 135: Jones vs. Rampage                | 24 settembre 2011 | 3     | 5:00  | Denver, Stati Uniti          |                                                          |
| Vittoria  | 13–4   | Kendall Grove        | Decisione (unanime)                          | UFC 130: Rampage vs. Hamill               | 28 maggio 2011    | 3     | 5:00  | Las Vegas, Stati Uniti       | Passa ai Pesi Medi                                       |
| Sconfitta | 12–4   | Phil Davis           | Sottomissione (mr. wonderful)                | UFC 123: Rampage vs. Machida              | 20 novembre 2010  | 2     | 2:55  | Auburn Hills, Stati Uniti    |                                                          |
| Vittoria  | 12–3   | Todd Brown           | Decisione (unanime)                          | UFC 117: Silva vs. Sonnen                 | 7 agosto 2010     | 3     | 5:00  | Oakland, Stati Uniti         |                                                          |
| Vittoria  | 11–3   | Reese Shaner         | KO (pugni)                                   | NAFC: Stand Your Ground                   | 3 aprile 2010     | 1     | 1:05  | West Allis, Stati Uniti      |                                                          |
| Vittoria  | 10–3   | Rudy Lindsey         | Sottomissione (ghigliottina)                 | 5150 Combat League: New Year's Revolution | 16 gennaio 2010   | 2     | 1:55  | Tulsa, Stati Uniti           | Vince il titolo dei Pesi Mediomassimi 5150 Combat League |
| Vittoria  | 9–3    | Aaron Stark          | Sottomissione (ghigliottina)                 | KOTC 161: Thunderstruck                   | 15 agosto 2009    | 2     | 1:18  | Everett, Stati Uniti         |                                                          |
| Sconfitta | 8–3    | Jason Brilz          | Decisione (unanime)                          | UFC 96: Jackson vs. Jardine               | 7 marzo 2009      | 3     | 5:00  | Columbus, Stati Uniti        |                                                          |
| Vittoria  | 8–2    | Mike Patt            | KO Tecnico (pugni)                           | UFC 88: Breakthrough                      | 6 settembre 2008  | 1     | 2:03  | Atlanta, Stati Uniti         |                                                          |
| Sconfitta | 7–2    | Matt Hamill          | KO Tecnico (pugni)                           | UFC Fight Night: Florian vs. Lauzon       | 2 aprile 2008     | 2     | 1:25  | Broomfield, Stati Uniti      |                                                          |
| Vittoria  | 7–1    | David Heath          | KO Tecnico (body slam e pugni)               | UFC 81: Breaking Point                    | 2 febbraio 2008   | 1     | 4:52  | Las Vegas, Stati Uniti       | Debutto in UFC                                           |
| Sconfitta | 6–1    | Vladimir Matyushenko | Decisione (unanime)                          | IFL: 2007 Semifinals                      | 2 agosto 2007     | 3     | 4:00  | East Rutherford, Stati Uniti |                                                          |
| Vittoria  | 6–0    | Brendan Barrett      | Sottomissione (ghigliottina)                 | Extreme Challenge 81                      | 28 luglio 2007    | 2     | 3:00  | West Orange, Stati Uniti     |                                                          |
| Vittoria  | 5–0    | Oleg Savitsky        | KO (ginocchiate)                             | Extreme Challenge 78                      | 9 giugno 2007     | 1     | 3:27  | Asbury Park, Stati Uniti     |                                                          |
| Vittoria  | 4–0    | Lewis Pascavage      | KO Tecnico (ginocchiata e pugni)             | Reality Fighting 15                       | 19 maggio 2007    | 1     | 0:20  | Atlantic City, Stati Uniti   |                                                          |
| Vittoria  | 3–0    | Hazim Ibrahim        | Sottomissione (colpi)                        | Extreme Challenge 75                      | 23 marzo 2007     | 1     | 1:10  | Trenton, Stati Uniti         |                                                          |
| Vittoria  | 2–0    | Hazim Ibrahim        | KO (pugno)                                   | Reality Fighting 14                       | 18 novembre 2006  | 1     | 3:47  | Atlantic City, Stati Uniti   |                                                          |
| Vittoria  | 1–0    | Demian Decorah       | Sottomissione (colpi)                        | Madtown Throwdown 9                       | 14 ottobre 2006   | 3     | 1:27  | Madison, Stati Uniti         |                                                          |